# كشافة هولندا
كشافة هولندا هي المنظمة الكشفية الوطنية في هولندا مع ما يقرب من 110,000 عضوا (53324 من الذكور و 54663 أنثى، و 87,000 أعضاء شباب، اعتبارا من عام 2010.
الراعي الرسمي لحركة كشافة هولندا هي الملكة ماكسيما، زوجة الملك الهولندي، ويليم الكسندر. ومنذ عام 2005 كانت تابعة الكشافة هولندا مع الكشفي العربي الدولي ودليل زمالة. في نيسان 2011 علقت أن الانتماء.

## روابط خارجية
- كشافة هولندا

‌